# 269-та піхотна дивізія (Третій Рейх)
269-та піхотна дивізія (Третій Рейх) (нім. 269. Infanterie-Division) — піхотна дивізія Вермахту за часів Другої світової війни.

## Історія
269-та піхотна дивізія сформована 26 серпня 1939 в X-му військовому окрузі під час 4-ї хвилі мобілізації Вермахту.

## Райони бойових дій
- Німеччина (Західний Вал) (серпень 1939 — травень 1940);
- Франція (травень — липень 1940);
- Данія (липень 1940 — лютий 1941);
- Німеччина (Східна Пруссія) (березень — червень 1941);
- СРСР (північний напрямок) (червень 1941 — листопад 1942);
- Норвегія (листопад 1942 — жовтень 1944);
- Франція (листопад 1944 — січень 1945);
- Німеччина (січень — травень 1945).

## Командування

### Командири
- генерал-майор, з 1 липня 1940 генерал-лейтенант Ернст-Ебергард Гелль (нім. Ernst-Eberhard Hell) (26 серпня 1939 — 12 серпня 1940);
- генерал-майор резерву барон Вольфганг фон Плото (нім. Wolfgang Edler Herr und Freiherr von Plotho) (12 серпня 1940 — 1 квітня 1941);
- генерал-майор Ернст фон Лейзер (нім. Ernst von Leyser) (1 квітня 1941 — 1 вересня 1942);
- генерал-майор, з 1 березня 1943 генерал-лейтенант Курт Бадінскі (нім. Kurt Badinski) (1 вересня 1942 — 25 листопада 1943);
- оберст, з 1 лютого 1944 генерал-майор, з 1 грудня 1944 генерал-лейтенант Ганс Вагнер (нім. Hans Wagner) (25 листопада 1943 — 8 травня 1945).